# Boimah Fahnbulleh
Boimah Fahnbulleh oder auch Henry Boimah Fahnbulleh (* 1949 in Monrovia) ist ein liberianischer Politiker und Diplomat. Aktuell ist er als Nationaler Sicherheitsberater Regierungsmitglied von Ellen Johnson Sirleaf. Zuvor war er für sie Berater für Internationale Angelegenheiten.

## Leben
Von 1981 bis 1983 war er Außenminister unter Samuel Kanyon Doe, der von 1980 bis 1990 Präsident des Landes war. Er genoss seine Ausbildung in Sierra Leone, Kenia und in den Vereinigten Staaten. Seinen Abschluss machte er an der University of Sierra Leone, er promovierte an der George Washington University in Philosophie und Internationaler Politik.
Fahnbullehs Vater, Henry Boimah Fahnbulleh sen., war in der liberianischen Gesellschaft ebenfalls sehr bekannt und “in Fahnbulleh Jr’s words, was killed while striving for socio-economic justice” (C. Emmanuel Johnson, deutsch: „starb nach den Worten seines Sohnes im Streben nach sozio-ökonomischer Gerechtigkeit“). 1968 wurde er als Botschafter in Ostafrika verhaftet und des Hochverrats beschuldigt und verurteilt. 1971 wurde er unter dem neuen Präsidenten William R. Tolbert junior rehabilitiert und begnadigt.
Die politische Herkunft Fahnbullehs ist die Oppositionsbewegung, wo er in den 1970er Jahren Mitglied des Movement for Justice in Africa (MOJA) (deutsch Bewegung für Gerechtigkeit in Afrika) war, die heftigen Widerstand gegen die True Whig Party leistete, deren Finanzministerin seinerzeit die heutige Präsidentin und Fahnbullehs Chefin Sirleaf war. In der Zeit von 1983 bis 1990 und von 1997 bis 2000 lebte er im Exil in London.
Das „Wendehals-Verhalten“ seiner Vita und eine gewisse Überheblichkeit bezüglich seiner hohen Ausbildung wird von politischen Gegnern gern kritisiert und als Paradebeispiel benutzt, um aufzuzeigen, was im Land Liberia falsch läuft.
Boimah Fahnbullehs Schwester Miata Fahnbulleh ist eine bekannte Sängerin.